# Österreichische Fußballmeisterschaft 2011/12
Die österreichische Fußballmeisterschaft wurde 2011/12 zum 101. Mal ausgetragen. Die höchste Spielklasse ist die österreichische Bundesliga, die in dieser Saison zum 38. Mal durchgeführt und von zehn Mannschaften bestritten wurde. Diese ermittelten in vier Durchgängen den österreichischen Fußballmeister. Sie begann am 16. Juli 2011 und endete am 17. Mai 2012 mit der 36. und letzten Runde.
Meister wurde zum siebten Mal der FC Red Bull Salzburg. Mit sechs Punkten Rückstand wurde der SK Rapid Wien Vizemeister. Während Salzburg durch den Meistertitel an der Qualifikation zur UEFA Champions League (2. Runde) teilnahmeberechtigt ist, spielen Rapid sowie der drittplatzierte FC Admira Wacker Mödling, der erfolgreichste Aufsteiger der Bundesligageschichte, in der Qualifikation zum UEFA Europa League (2. Runde). Auch die sechstplatzierte SV Ried ist aufgrund der Teilnahme am Cup-Finale an der Europa-League-Qualifikation teilnahmeberechtigt.
Der Kapfenberger SV beendete die Meisterschaft auf dem zehnten und letzten Platz und muss daher nach vier Saisonen in der Bundesliga wieder in die zweitklassige Erste Liga absteigen.
Die Erste Liga 2011/12 begann am 10. Juni 2011 und endet am 18. Mai 2012 mit der 36. und letzten Runde. Die Mannschaft der beiden Kärntner Kooperationsvereine Wolfsberger AC und SK St. Andrä konnte die Meisterschaft für sich entscheiden. Der WAC, der diese Kooperation nach dieser Saison beendet, steigt somit erstmals in die Bundesliga auf. Die letztplatzierte Mannschaft des TSV Hartberg muss in die Regionalliga Mitte absteigen, der Tabellenvorletzte hat zwei Relegationsspiele gegen den Grazer AK, den Meister der Regionalliga Mitte zu bestreiten.
In den drei Regionalligen Ost, Mitte und West wird in zwei Durchgängen um die Aufstiegsplätze in die Erste Liga gespielt. Dabei können sich zwei der drei Mannschaften qualifizieren. In der Saison 2011/12 trifft in der Qualifikation der Meister der Regionalliga West (WSG Wattens) auf den SV Horn, den Meister der Regionalliga Ost und der GAK als Meister der Regionalliga Mitte auf den Tabellenletzten der Ersten Liga (Zwangsrelegation des LASK). Sofern sich aus den Absteigern nicht andere Regelungen ergeben, müssen jeweils drei Mannschaften in die vierte Leistungsklasse absteigen.

## Lizenzierungsverfahren
Am 29. April 2011 wurden von der Bundesliga die Lizenzen für die Meisterschaft 2011/12 vergeben. Mit Ausnahme der Bundesligisten LASK Linz und FC Wacker Innsbruck, der Erste-Liga-Vereine FC Trenkwalder Admira und FC Lustenau 07 sowie des Aufstiegskandidaten aus den Regionalligen Mitte (SK Austria Klagenfurt) und Ost (Wiener Sportklub) wurden allen Vereinen die Lizenz erteilt. FK Austria Wien (Bundesliga) und SKN St. Pölten (Erste Liga) bekamen die Lizenz unter finanziellen Auflagen.
In zweiter Instanz wurde am 13. Mai 2011 vom Protestkomitee der Bundesliga entschieden, dass der FC Trenkwalder Admira die Lizenz erhält, FC Wacker Innsbruck, LASK Linz und FC Lustenau 07 hingegen nur unter finanziellen Auflagen.

## Erste Leistungsstufe – Bundesliga
Die vom Sportwetten-Anbieter tipp3 als Hauptsponsor unterstützte Bundesliga ist die höchste Spielklasse im österreichischen Fußball und wird in der Saison 2011/12 zum 92. Mal ausgetragen. Subsponsor ist der Mobilfunkanbieter T-Mobile Austria, weshalb die offizielle Liga-Bezeichnung tipp3-Bundesliga powered by T-Mobile lautet. Nach sechs Jahren ist der Aufsteiger FC Admira Wacker Mödling wieder in Österreichs höchster Spielklasse vertreten. Die Mannschaft ersetzt den Absteiger LASK Linz.
Mit Ausnahme von Vorarlberg und Kärnten sind alle österreichischen Bundesländer in der Bundesliga vertreten. Wien, Niederösterreich und die Steiermark stellen dabei jeweils zwei Vereine.
Der TV-Anbieter sky Deutschland AG hat die Rechte alle Bundesligaspiele in voller Länge zu zeigen, die auf dem Kanal sky sport austria im Pay-TV ausgestrahlt werden. Erstmals wird der Sender alle Spiele nicht nur in der bekannten Konferenzschaltung zeigen, sondern auch als Einzelspiele. Daneben hat der ORF die Rechte, jeweils das „Topspiel der Runde“ als Einzelspiel – meist sonntags, bei Wochentagsrunden mittwochs – zu übertragen. Diese Regelung gilt nicht in den letzten zwei Runden, in denen alle Spiele zeitgleich ausgetragen werden müssen. Darüber hinaus darf der ORF eine 45-minütige Zusammenfassung von den restlichen vier Partien pro Runde zu zeigen.

### Modus
In der Saison 2011/12 traten wie in vergangenen Jahren zehn Klubs in insgesamt 36 Runden gegeneinander an. Dabei wurde die Auslosung nach der 9. und der 27. Runde gestürzt. Jedes Team spielte somit jeweils zweimal zu Hause und auswärts gegen jedes andere Team.
Der Meister Red Bull Salzburg war an der 2. Qualifikationsrunde zur UEFA Champions League 2012/13 teilnahmeberechtigt, die zweit- und drittplatzierten Vereine SK Rapid Wien sowie FC Trenkwalder Admira sowie der ÖFB-Cup-Sieger waren für die 2. bzw. 3. Qualifikationsrunde zur UEFA Europa League 2012/13 startberechtigt. Wird der Cup-Sieger gleichzeitig österreichischer Meister, startet der Verlierer des Cupfinales in der Europa League. Der Zehntplatzierte, Kapfenberger SV musste in die zweithöchste Spielklasse, die Erste Liga, absteigen.

### Abschlusstabelle
| Pl. | Verein                       | Sp. | S  | U  | N  | Tore    | Diff. | Punkte |
| --- | ---------------------------- | --- | -- | -- | -- | ------- | ----- | ------ |
| 1.  | FC Red Bull Salzburg         | 36  | 19 | 11 | 6  | 060:300 | +30   | 68     |
| 2.  | SK Rapid Wien                | 36  | 16 | 14 | 6  | 052:300 | +22   | 62     |
| 3.  | FC Admira Wacker Mödling (N) | 36  | 15 | 10 | 11 | 059:520 | +7    | 55     |
| 4.  | FK Austria Wien              | 36  | 14 | 12 | 10 | 052:440 | +8    | 54     |
| 5.  | SK Sturm Graz (M)            | 36  | 12 | 15 | 9  | 047:410 | +6    | 51     |
| 6.  | SV Ried (C)                  | 36  | 11 | 15 | 10 | 044:380 | +6    | 48     |
| 7.  | FC Wacker Innsbruck          | 36  | 10 | 15 | 11 | 036:450 | −9    | 45     |
| 8.  | SV Mattersburg               | 36  | 9  | 11 | 16 | 041:430 | −2    | 38     |
| 9.  | SC Wiener Neustadt           | 36  | 6  | 15 | 15 | 026:510 | −25   | 33     |
| 10. | Kapfenberger SV              | 36  | 5  | 8  | 23 | 021:640 | −43   | 23     |

| (M) | Österreichischer Meister 2010/11 |
| (C) | ÖFB-Cup-Sieger 2010/11           |
| (N) | Aufsteiger der Saison 2010/11    |

### Kreuztabelle
Die Kreuztabelle stellt die Ergebnisse aller Spiele dieser Saison dar. Die Heimmannschaft ist in der mittleren Spalte aufgelistet und die Gastmannschaft in der obersten Reihe. Die Ergebnisse sind immer aus Sicht der Heimmannschaft angegeben.
| Hinrunde (Runden 1–18) | Hinrunde (Runden 1–18) | Hinrunde (Runden 1–18) | Hinrunde (Runden 1–18) | Hinrunde (Runden 1–18) | Hinrunde (Runden 1–18) | Hinrunde (Runden 1–18) | Hinrunde (Runden 1–18) | Hinrunde (Runden 1–18) | Hinrunde (Runden 1–18)   | 2011/12                  | Rückrunde (Runden 19–36) | Rückrunde (Runden 19–36) | Rückrunde (Runden 19–36) | Rückrunde (Runden 19–36) | Rückrunde (Runden 19–36) | Rückrunde (Runden 19–36) | Rückrunde (Runden 19–36) | Rückrunde (Runden 19–36) | Rückrunde (Runden 19–36) | Rückrunde (Runden 19–36) |
| ---------------------- | ---------------------- | ---------------------- | ---------------------- | ---------------------- | ---------------------- | ---------------------- | ---------------------- | ---------------------- | ------------------------ | ------------------------ | ------------------------ | ------------------------ | ------------------------ | ------------------------ | ------------------------ | ------------------------ | ------------------------ | ------------------------ | ------------------------ | ------------------------ |
| Sturm Graz             |                        | Austria Wien           | SV Ried                |                        | FC Wacker Innsbruck    | SC Wiener Neustadt     |                        | SV Mattersburg         | FC Admira Wacker Mödling | Verein                   | Sturm Graz               |                          | Austria Wien             | SV Ried                  |                          | FC Wacker Innsbruck      | SC Wiener Neustadt       |                          | SV Mattersburg           | FC Admira Wacker Mödling |
|                        | 2:1                    | 5:1                    | 1:0                    | 1:0                    | 1:1                    | 5:0                    | 1:0                    | 2:2                    | 3:1                      | SK Sturm Graz            |                          | 2:2                      | 3:1                      | 0:0                      | 0:0                      | 1:0                      | 0:1                      | 2:1                      | 1:0                      | 0:3                      |
| 1:1                    |                        | 2:0                    | 1:1                    | 0:0                    | 1:1                    | 3:0                    | 6:0                    | 0:0                    | 2:1                      | FC Red Bull Salzburg     | 0:0                      |                          | 3:0                      | 2:0                      | 3:1                      | 2:0                      | 2:1                      | 2:0                      | 0:1                      | 2:0                      |
| 2:1                    | 3:2                    |                        | 2:1                    | 1:1                    | 2:2                    | 2:2                    | 5:0                    | 0:0                    | 2:4                      | FK Austria Wien          | 1:1                      | 1:1                      |                          | 2:0                      | 0:0                      | 3:0                      | 3:1                      | 0:1                      | 1:0                      | 2:1                      |
| 1:1                    | 1:3                    | 2:1                    |                        | 1:1                    | 1:0                    | 2:0                    | 1:0                    | 2:0                    | 1:1                      | SV Ried                  | 1:1                      | 0:1                      | 0:1                      |                          | 2:3                      | 1:1                      | 2:2                      | 3:0                      | 2:0                      | 2:1                      |
| 3:2                    | 4:2                    | 0:3                    | 0:0                    |                        | 0:0                    | 1:1                    | 5:1                    | 1:1                    | 2:0                      | SK Rapid Wien            | 1:1                      | 0:1                      | 0:0                      | 1:0                      |                          | 2:0                      | 2:1                      | 3:0                      | 1:1                      | 2:1                      |
| 1:0                    | 0:1                    | 0:0                    | 0:5                    | 0:3                    |                        | 2:0                    | 3:1                    | 1:1                    | 2:2                      | FC Wacker Innsbruck      | 1:1                      | 1:1                      | 0:1                      | 0:0                      | 2:1                      |                          | 2:0                      | 2:0                      | 3:6                      | 2:1                      |
| 3:1                    | 0:0                    | 1:1                    | 2:2                    | 0:2                    | 0:0                    |                        | 2:0                    | 1:2                    | 0:0                      | SC Wiener Neustadt       | 0:0                      | 1:5                      | 0:0                      | 1:1                      | 0:0                      | 0:0                      |                          | 0:0                      | 0:0                      | 1:4                      |
| 3:0                    | 1:3                    | 2:2                    | 1:3                    | 0:0                    | 2:3                    | 0:2                    |                        | 1:0                    | 0:0                      | Kapfenberger SV          | 0:0                      | 0:1                      | 1:0                      | 0:0                      | 0:2                      | 0:1                      | 1:0                      |                          | 1:1                      | 2:3                      |
| 3:3                    | 3:0                    | 2:4                    | 2:3                    | 1:2                    | 1:1                    | 1:2                    | 2:0                    |                        | 0:0                      | SV Mattersburg           | 0:2                      | 0:1                      | 2:0                      | 4:1                      | 0:1                      | 0:1                      | 0:1                      | 2:0                      |                          | 1:2                      |
| 4:2                    | 2:1                    | 0:3                    | 1:1                    | 4:3                    | 3:2                    | 3:0                    | 1:1                    | 2:1                    |                          | FC Admira Wacker Mödling | 2:0                      | 2:2                      | 3:2                      | 1:1                      | 0:4                      | 1:1                      | 2:0                      | 3:1                      | 0:1                      |                          |

### Torschützenliste
| \| Rang \| Spieler \| Verein \| Tore \| \| ---- \| ---------------------- \| ------------------------------- \| ---- \| \| 01. \| Jakob Jantscher \| FC Red Bull Salzburg \| 14 \| \| 01. \| Stefan Maierhofer \| FC Red Bull Salzburg \| 14 \| \| 03. \| Darko Bodul \| SK Sturm Graz \| 12 \| \| 03. \| Patrick Bürger \| SV Mattersburg \| 12 \| \| 03. \| Roland Linz \| FK Austria Wien \| 12 \| \| 06. \| Patrik Ježek \| FC Admira Wacker Mödling \| 11 \| \| 07. \| Philipp Hosiner \| FC Admira Wacker Mödling \| 10 \| \| 08. \| Deni Alar \| SK Rapid Wien \| 09 \| \| 09. \| Nacer Barazite \| FK Austria Wien \| 08 \| \| 09. \| Roman Kienast \| SK Sturm Graz / FK Austria Wien \| 08 \| \| 09. \| Atdhe Nuhiu \| SK Rapid Wien \| 08 \| \| 09. \| Christopher Wernitznig \| FC Wacker Innsbruck \| 08 \| | Tabellenführungen nach Runden: |                                 |      |
| Rang | Spieler                        | Verein                          | Tore |
| 01. | Jakob Jantscher                | FC Red Bull Salzburg            | 14   |
| 01. | Stefan Maierhofer              | FC Red Bull Salzburg            | 14   |
| 03. | Darko Bodul                    | SK Sturm Graz                   | 12   |
| 03. | Patrick Bürger                 | SV Mattersburg                  | 12   |
| 03. | Roland Linz                    | FK Austria Wien                 | 12   |
| 06. | Patrik Ježek                   | FC Admira Wacker Mödling        | 11   |
| 07. | Philipp Hosiner                | FC Admira Wacker Mödling        | 10   |
| 08. | Deni Alar                      | SK Rapid Wien                   | 09   |
| 09. | Nacer Barazite                 | FK Austria Wien                 | 08   |
| 09. | Roman Kienast                  | SK Sturm Graz / FK Austria Wien | 08   |
| 09. | Atdhe Nuhiu                    | SK Rapid Wien                   | 08   |
| 09. | Christopher Wernitznig         | FC Wacker Innsbruck             | 08   |

### Spielorte, Spielstätten und Zuschauer
| Stadt | Einwohner  | Verein                   | Stadion                   | Kapazität | Gesamt  | Schnitt | ± zu 2010/11 |
| --- | ---------- | ------------------------ | ------------------------- | --------- | ------- | ------- | ------------ |
| Graz | 257.3280   | SK Sturm Graz            | UPC-Arena                 | 15.322    | 194.824 | 10.824  | − 10,66 %    |
| Innsbruck | 119.2490   | FC Wacker Innsbruck      | Tivoli-Neu                | 15.400    | 116.679 | 06.482  | − 38,64 %    |
| Kapfenberg | 21.8120    | Kapfenberger SV          | Franz-Fekete-Stadion      | 07.500    | 59.730  | 03.318  | 0− 2,35 %    |
| Mödling | 20.4380    | FC Admira Wacker Mödling | Trenkwalder Arena         | 12.000    | 87.272  | 04.848  | + 141,07 %   |
| Mattersburg | 6.9540     | SV Mattersburg           | Pappelstadion             | 15.700    | 77.980  | 04.332  | + 11,32 %    |
| Ried im Innkreis | 11.4090    | SV Ried                  | Keine Sorgen Arena        | 07.600    | 84.700  | 05.261  | − 20,24 %    |
| Salzburg | 147.5710   | FC Red Bull Salzburg     | Red Bull Arena            | 31.800    | 177.300 | 09.850  | 0+ 0,60 %    |
| Wien | 1.713.9570 | FK Austria Wien          | Generali Arena            | 13.500    | 155.747 | 08.653  | 0− 8,93 %    |
| Wien | 1.713.9570 | SK Rapid Wien            | Gerhard-Hanappi-Stadion1) | 17.500    | 291.600 | 16.200  | 0+ 1,53 %    |
| Wiener Neustadt | 40.7080    | SC Wiener Neustadt       | Wiener Neustädter Stadion | 07.700    | 52.070  | 02.893  | − 20,53 %    |
| 1) Rapid Wien trug seine beiden Heimspiele gegen den Lokalrivalen Austria Wien im 50.865 Zuschauer fassenden Ernst-Happel-Stadion aus. |            |                          |                           |           |         |         |              |

### Die Meistermannschaft von Red Bull Salzburg
|  | - Torhüter: Alexander Walke (21 Spiele/0 Tore), Eddie Gustafsson (15/0), - Verteidiger: Ibrahim Sekagya (26/1) , Christian Schwegler (22/0), Martin Hinteregger (21/0), Andreas Ulmer (20/1), Stefan Hierländer (20/0), Franz Schiemer (19/0), Petri Pasanen (18/0), Douglas (11/0), Jefferson (8/0), Chema Antón (4/0), - Mittelfeldspieler: Dušan Švento (31/3), Jakob Jantscher (27/14), Gonzalo Zárate (25/1), Christoph Leitgeb (23/2), Georg Teigl (23/2), Rasmus Lindgren (20/1), Simon Cziommer (18/0), David Mendes da Silva (16/1), Cristiano (15/3), Luigi Bruins (3/0), Daniel Offenbacher (2/0), Stefan Savic (2/0), Felix Adjei (1/0), - Stürmer: Leonardo Santiago (30/4), Stefan Maierhofer (29/14), Roman Wallner (14/3), Jonathan Soriano (11/3), Alan (5/3), Alex Rafael (1/0). - Sportliche Leitung: Ricardo Moniz (Trainer), Niko Kovač (Co-Trainer), Herbert Ilsanker (Tormanntrainer), Oliver Glasner (Sportlicher Koordinator). |

## Zweite Leistungsstufe – Erste Liga

Meisterteller der österreichischen Ersten Liga

Die Erste Liga ist die zweithöchste Spielklasse im österreichischen Profifußball und wird in der Saison 2011/11 zum 36. Mal ausgetragen. Neu in die Liga kommen der LASK Linz sowie die beiden Relegationssieger (Neunter der Ersten Liga 2010/11 gegen Meister Regionalliga Ost 2010/11 sowie Meister Regionalliga West 2010/11 gegen den Meister der Regionalliga Mitte 2010/11).
In der Saison 2011/12 stellen Vorarlberg drei Vereine, Oberösterreich zwei Vereine sowie Wien, Niederösterreich, Salzburg, Steiermark und Kärnten jeweils einen Verein. Das Burgenland und Tirol sind in der zweithöchsten Spielklasse nicht vertreten.
Wie in der Bundesliga gehören die TV-Rechte dem Sender sky Deutschland AG, welcher jedes Spiel in voller Länge zeigen darf. Die Ausstrahlung erfolgt über den Pay-TV-Kanal sky sport austria und im Rahmen einer Konferenzschaltung mit vier Partien mit Spielbeginn um 18:30 Uhr. Ausnahme sind die letzten zwei Runden, in denen alle Spiele zeitgleich ausgetragen werden müssen, darf sich sky zusätzlich eine Partie aussuchen, die als „Topspiel der Runde“ als Einzelpartie am Freitag um 20:30 Uhr übertragen wird. Der ORF hat ebenfalls das Recht das Topspiel der Runde live und in voller Länge zu übertragen. Dies erfolgt über den Sender ORF Sport Plus.

### Modus
In der Saison 2011/12, welche am 10. Juli 2011 beginnt, werden, wie schon in der Vorjahressaison zehn Klubs in insgesamt 36 Runden gegeneinander antreten. Die Meisterschaft endet am 13. Mai 2012.
Der Meister der Liga steigt in die Bundesliga auf. Der Letztplatzierte der Ersten Liga muss in die seiner Region entsprechenden Regionalliga absteigen. Dieser wird durch den Sieger der beiden Qualifikationsspiele zwischen den Meistern der Regionalligen West und Ost ersetzt. Der Tabellenvorletzte hat gegen den Meister der Regionalliga Mitte zwei Relegationsspiele zu bestreiten. Der Sieger der Relegationsspiele ist für die Erste Liga der Saison 2012/13 qualifiziert.

### Abschlusstabelle
| Pl. | Verein                   | Sp. | S  | U  | N  | Tore    | Diff. | Punkte |
| --- | ------------------------ | --- | -- | -- | -- | ------- | ----- | ------ |
| 1.  | WAC/St. Andrä            | 36  | 19 | 11 | 6  | 071:490 | +22   | 68     |
| 2.  | SCR Altach               | 36  | 18 | 8  | 10 | 062:390 | +23   | 62     |
| 3.  | LASK Linz (A)            | 36  | 16 | 13 | 7  | 055:400 | +15   | 61     |
| 4.  | SC Austria Lustenau      | 36  | 16 | 10 | 10 | 059:470 | +12   | 58     |
| 5.  | SKN St. Pölten           | 36  | 14 | 9  | 13 | 045:450 | ±0    | 51     |
| 6.  | FC Blau-Weiß Linz (R)    | 36  | 13 | 10 | 13 | 049:520 | −3    | 49     |
| 7.  | SV Grödig                | 36  | 11 | 9  | 16 | 046:520 | −6    | 42     |
| 8.  | First Vienna FC 1894 (R) | 36  | 9  | 10 | 17 | 044:560 | −12   | 37     |
| 9.  | FC Lustenau 07           | 36  | 9  | 10 | 17 | 051:660 | −15   | 37     |
| 10. | TSV Hartberg             | 36  | 7  | 6  | 23 | 038:740 | −36   | 27     |

| (A) | Absteiger der Saison 2010/11 |
| (R) | Gewinner der Relegation      |

### Kreuztabelle
Die Kreuztabelle stellt die Ergebnisse aller Spiele dieser Saison dar. Die Heimmannschaft ist in der mittleren Spalte aufgelistet und die Gastmannschaft in der obersten Reihe. Die Ergebnisse sind immer aus Sicht der Heimmannschaft angegeben.
| Hinrunde (Runden 1–18) | Hinrunde (Runden 1–18) | Hinrunde (Runden 1–18) | Hinrunde (Runden 1–18) | Hinrunde (Runden 1–18) | Hinrunde (Runden 1–18) | Hinrunde (Runden 1–18) | Hinrunde (Runden 1–18) | Hinrunde (Runden 1–18) | Hinrunde (Runden 1–18) | 2011/12              | Rückrunde (Runden 19–36) | Rückrunde (Runden 19–36) | Rückrunde (Runden 19–36) | Rückrunde (Runden 19–36) | Rückrunde (Runden 19–36) | Rückrunde (Runden 19–36) | Rückrunde (Runden 19–36) | Rückrunde (Runden 19–36) | Rückrunde (Runden 19–36) | Rückrunde (Runden 19–36) |
| ---------------------- | ---------------------- | ---------------------- | ---------------------- | ---------------------- | ---------------------- | ---------------------- | ---------------------- | ---------------------- | ---------------------- | -------------------- | ------------------------ | ------------------------ | ------------------------ | ------------------------ | ------------------------ | ------------------------ | ------------------------ | ------------------------ | ------------------------ | ------------------------ |
|                        |                        |                        |                        |                        |                        |                        |                        |                        |                        | Verein               |                          |                          |                          |                          |                          |                          |                          |                          |                          |                          |
|                        | 0:2                    | 0:3                    | 2:3                    | 2:0                    | 2:1                    | 2:1                    | 4:0                    | 4:0                    | 1:1                    | LASK Linz            |                          | 3:2                      | 2:1                      | 2:1                      | 2:1                      | 1:1                      | 1:1                      | 1:1                      | 2:1                      | 1:2                      |
| 2:0                    |                        | 1:1                    | 1:2                    | 1:0                    | 1:2                    | 4:1                    | 4:2                    | 1:1                    | 2:0                    | SCR Altach           | 0:1                      |                          | 1:1                      | 0:0                      | 1:0                      | 2:0                      | 1:1                      | 1:0                      | 4:2                      | 4:1                      |
| 1:1                    | 0:5                    |                        | 1:1                    | 1:1                    | 0:0                    | 2:0                    | 4:0                    | 2:1                    | 1:0                    | SC Austria Lustenau  | 2:1                      | 4:1                      |                          | 2:2                      | 1:1                      | 3:0                      | 1:2                      | 2:0                      | 0:0                      | 1:3                      |
| 1:1                    | 2:2                    | 3:3                    |                        | 1:1                    | 1:0                    | 2:0                    | 3:0                    | 2:2                    | 3:2                    | WAC/St. Andrä        | 1:0                      | 1:0                      | 1:2                      |                          | 2:0                      | 3:2                      | 2:1                      | 1:4                      | 2:2                      | 2:0                      |
| 2:2                    | 1:2                    | 2:1                    | 0:2                    |                        | 2:0                    | 3:0                    | 1:0                    | 0:3                    | 0:1                    | SKN St. Pölten       | 1:1                      | 1:3                      | 3:1                      | 3:2                      |                          | 1:0                      | 3:2                      | 2:0                      | 0:2                      | 2:0                      |
| 0:3                    | 2:1                    | 1:2                    | 3:3                    | 2:2                    |                        | 1:0                    | 2:3                    | 4:0                    | 1:3                    | SV Grödig            | 1:1                      | 1:2                      | 1:2                      | 0:1                      | 2:0                      |                          | 1:1                      | 3:1                      | 1:0                      | 1:3                      |
| 1:1                    | 2:2                    | 3:1                    | 2:5                    | 1:2                    | 1:3                    |                        | 2:2                    | 4:1                    | 1:0                    | FC Lustenau 07       | 1:1                      | 2:2                      | 1:3                      | 0:2                      | 2:2                      | 0:3                      |                          | 0:3                      | 1:0                      | 2:0                      |
| 0:2                    | 0:4                    | 2:3                    | 4:3                    | 1:1                    | 2:4                    | 2:0                    |                        | 2:0                    | 1:1                    | TSV Hartberg         | 1:2                      | 0:2                      | 0:2                      | 0:3                      | 0:3                      | 0:1                      | 0:3                      |                          | 1:1                      | 2:4                      |
| 0:1                    | 0:1                    | 2:0                    | 2:3                    | 3:1                    | 1:1                    | 4:2                    | 1:0                    |                        | 0:0                    | First Vienna FC 1894 | 1:2                      | 2:0                      | 3:1                      | 1:3                      | 0:0                      | 0:0                      | 2:3                      | 1:2                      |                          | 2:0                      |
| 1:1                    | 2:0                    | 2:1                    | 2:2                    | 1:2                    | 3:0                    | 1:6                    | 2:1                    | 4:1                    |                        | FC Blau-Weiß Linz    | 2:2                      | 1:0                      | 0:3                      | 2:0                      | 0:1                      | 1:1                      | 1:1                      | 1:1                      | 2:2                      |                          |

### Torschützenliste
| Rang | Tore | Name                 | Land       | Verein              |
| ---- | ---- | -------------------- | ---------- | ------------------- |
| 01   | 19   | David Poljanec       | Slowenien  | FC Blau-Weiß Linz   |
| 02   | 18   | Christian Falk       | Österreich | WAC/St. Andrä       |
| 03   | 17   | Daniel Lucas Segovia | Spanien    | SKN St. Pölten      |
| 04   | 14   | Hannes Aigner        | Österreich | LASK Linz           |
|      | 14   | Tomi Correa          | Spanien    | SCR Altach          |
|      | 14   | Jacobo Ynclán        | Spanien    | WAC/St. Andrä       |
| 07   | 13   | Patrick Seeger       | Österreich | SCR Altach          |
| 08   | 11   | Pierre Boya          | Kamerun    | SC Austria Lustenau |
|      | 11   | Diego Viana          | Brasilien  | SV Grödig           |
| 10   | 10   | Manuel Hartl         | Österreich | FC Blau-Weiß Linz   |
|      | 10   | Lukas Mössner        | Österreich | TSV Hartberg        |
|      | 10   | Stephan Stückler     | Österreich | WAC/St. Andrä       |

### Spielorte, Spielstätten und Zuschauer
| Stadt      | Einwohner  | Verein               | Stadion          | Kapazität | Gesamt | Schnitt | ± zu 2010/11 |
| ---------- | ---------- | -------------------- | ---------------- | --------- | ------ | ------- | ------------ |
| Altach     | 6.3560     | SCR Altach           | Cashpoint-Arena  | 08.200    | 63.741 | 03.541  | 0− 5,48 %    |
| Grödig     | 6.8620     | SV Grödig            | Untersberg-Arena | 02.955    | 15.300 | 0850    | + 21,26 %    |
| Hartberg   | 6.6020     | TSV Hartberg         | Stadion Hartberg | 04.000    | 18.900 | 01.050  | − 16,67 %    |
| Linz       | 189.3110   | FC Blau-Weiß Linz    | Linzer Stadion   | 18.000    | 46.834 | 02.602  | + 183,84 %   |
| Linz       | 189.3110   | LASK Linz            | Linzer Stadion   | 18.000    | 60.700 | 03.372  | − 43,97 %    |
| Lustenau   | 21.0760    | FC Lustenau 07       | Reichshofstadion | 08.500    | 30.000 | 01.667  | 0− 5,96 %    |
| Lustenau   | 21.0760    | SC Austria Lustenau  | Reichshofstadion | 08.500    | 78.600 | 04.367  | + 21,67 %    |
| St. Pölten | 51.6880    | SKN St. Pölten       | Voithplatz       | 08.000    | 26.115 | 01.451  | + 30,96 %    |
| Wien       | 1.705.0800 | First Vienna FC 1894 | Hohe Warte Wien  | 04.500    | 39.800 | 02.211  | + 12,96 %    |
| Wolfsberg  | 25.1620    | WAC/St. Andrä        | Lavanttal-Arena  | 04.100    | 48.272 | 02.682  | + 69,78 %    |

### Die Meistermannschaft der WAC/St. Andrä
|  | - Torhüter: Christian Dobnik (36 Spiele/0 Tore); - Verteidiger: Dario Baldauf (34/6), Michael Sollbauer (31/3), Nenad Jovanović (25/2), René Gsellmann (24/0), Gernot Suppan (24/0), Hannes Jochum (14/0), José Antonio Solano (10/2), Christoph Cemernjak (8/0), Mathias Berchtold (8/0); - Mittelfeldspieler: Jacobo Ynclán (34/14), Manuel Kerhe (33/5), Sandro Zakany (31/3), Gernot Messner (26/0), Markus Kreuz (26/0), Roland Putsche (22/0), Danijel Mićić (14/0), Mario Kröpfl (9/0), Patrick Pfennich (9/0); - Stürmer: Christian Falk (35/15), Mihret Topčagić (32/8), Stephan Stückler (28/10), Sandro Gotal (12/0); - Sportliche Leitung: Nenad Bjelica (Cheftrainer), Slobodan Grubor (Co-Trainer), Adi Preschern (Tormanntrainer). |

## Dritte Leistungsstufe – Regionalligen

### Modus
Die Regionalligen Ost, West und Mitte bilden im österreichischen Fußball die dritte Leistungsstufe. Die Regionalliga Ost wird von den Vereinen des Wiener, Niederösterreichischen und Burgenländischen Fußballverbands gebildet. Die Regionalliga Mitte setzt sich aus Vereinen des Oberösterreichischen, Kärntner und Steirischen Fußballverbands an. Die Regionalliga West setzt sich aus Vereinen des Salzburger, Tiroler und Vorarlberger Fußballverbands zusammen.
In diesen drei Ligen wird um je einen Relegationsplatz für die Erste Liga gespielt; Voraussetzung für einen etwaigen Aufstieg ist die Lizenzerteilung durch den Senat 5 der Bundesliga.
Die drei am schlechtesten platzierten Mannschaften der Regionalligen müssen in die vierte Leistungsstufe absteigen. Sollten mehrere Vereine der Ersten Liga in die gleiche Regionalliga absteigen, so erhöht sich in dieser die Zahl der Absteiger. Müssen zum Beispiel zwei Vereine, welche zu den Landesverbände der Regionalliga Mitte gehören, von der zweiten Leistungsstufe absteigen, müssen in der Regionalliga Mitte vier Mannschaften absteigen.

### Regionalliga Ost
Abschlusstabelle
| Pl. | Verein                      | Sp. | S  | U  | N  | Tore    | Diff. | Punkte |
| --- | --------------------------- | --- | -- | -- | -- | ------- | ----- | ------ |
| 1.  | SV Horn                     | 30  | 18 | 10 | 2  | 070:230 | +47   | 64     |
| 2.  | SK Rapid Wien II            | 30  | 19 | 5  | 6  | 057:250 | +32   | 62     |
| 3.  | FK Austria Wien II          | 30  | 14 | 7  | 9  | 060:380 | +22   | 49     |
| 4.  | SC-ESV Parndorf 1919 (R)    | 30  | 13 | 6  | 11 | 046:390 | +7    | 45     |
| 5.  | Wiener Sportklub            | 30  | 11 | 10 | 9  | 048:510 | −3    | 43     |
| 6.  | SV Stegersbach (N)          | 30  | 11 | 8  | 11 | 056:540 | +2    | 41     |
| 7.  | SC Ritzing                  | 30  | 11 | 8  | 11 | 037:530 | −16   | 41     |
| 8.  | 1. SC Sollenau              | 30  | 12 | 4  | 14 | 075:670 | +8    | 40     |
| 9.  | Floridsdorfer AC            | 30  | 10 | 10 | 10 | 036:290 | +7    | 40     |
| 10. | SKU Amstetten (N)           | 30  | 11 | 6  | 13 | 043:540 | −11   | 39     |
| 11. | SV Mattersburg II           | 30  | 10 | 8  | 12 | 046:490 | −3    | 38     |
| 12. | SV Schwechat                | 30  | 9  | 10 | 11 | 039:390 | ±0    | 37     |
| 13. | 1. Simmeringer SC (N)       | 30  | 9  | 10 | 11 | 040:480 | −8    | 37     |
| 14. | FC Admira Wacker Mödling II | 30  | 11 | 4  | 15 | 045:580 | −13   | 37     |
| 15. | SC Neusiedl am See          | 30  | 11 | 3  | 16 | 047:580 | −11   | 36     |
| 16. | SC Columbia Floridsdorf     | 30  | 4  | 3  | 23 | 027:880 | −61   | 15     |

| (R) | Verlierer der Relegation         |
| (N) | Neuaufsteiger der Saison 2010/11 |

Aufsteiger aus den Landesligen
- Wiener Stadtliga: SC Ostbahn XI
- Landesliga Niederösterreich: SC Retz
- Burgenlandliga: SV Oberwart

### Regionalliga Mitte
Abschlusstabelle
| Pl. | Verein                 | Sp. | S  | U  | N  | Tore    | Diff. | Punkte |
| --- | ---------------------- | --- | -- | -- | -- | ------- | ----- | ------ |
| 1.  | Grazer AK              | 30  | 22 | 4  | 4  | 080:290 | +51   | 70     |
| 2.  | Villacher SV (N)       | 30  | 15 | 8  | 7  | 045:300 | +15   | 53     |
| 3.  | SAK Klagenfurt         | 30  | 13 | 9  | 8  | 044:410 | +3    | 48     |
| 4.  | Union Vöcklamarkt      | 30  | 13 | 9  | 8  | 044:420 | +2    | 48     |
| 5.  | DSV Leoben             | 30  | 14 | 5  | 11 | 043:340 | +9    | 47     |
| 6.  | SK Austria Klagenfurt  | 30  | 13 | 6  | 11 | 044:360 | +8    | 45     |
| 7.  | FC Gratkorn (A)        | 30  | 12 | 8  | 10 | 050:490 | +1    | 44     |
| 8.  | Union St. Florian      | 30  | 11 | 8  | 11 | 038:330 | +5    | 41     |
| 9.  | SK Sturm Graz II       | 30  | 11 | 8  | 11 | 041:390 | +2    | 41     |
| 10. | SV Allerheiligen       | 30  | 10 | 10 | 10 | 038:350 | +3    | 40     |
| 11. | Kapfenberger SV II (N) | 30  | 11 | 7  | 12 | 047:460 | +1    | 40     |
| 12. | FC Pasching            | 30  | 10 | 8  | 12 | 041:400 | +1    | 38     |
| 13. | FC Wels                | 30  | 9  | 9  | 12 | 032:420 | −10   | 36     |
| 14. | SK Vorwärts Steyr (N)  | 30  | 6  | 9  | 15 | 036:580 | −22   | 27     |
| 15. | SV Gleinstätten        | 30  | 7  | 4  | 19 | 032:540 | −22   | 25     |
| 16. | LASK Linz II           | 30  | 6  | 2  | 22 | 028:750 | −47   | 20     |

| (A) | Absteiger der Saison 2011/12     |
| (N) | Neuaufsteiger der Saison 2010/11 |

Aufsteiger aus den Landesligen
- Landesliga Oberösterreich: SV Wallern
- Landesliga Steiermark: SC Kalsdorf
- Landesliga Kärnten: SV Feldkirchen

### Regionalliga West
Abschlusstabelle
| Pl. | Verein                    | Sp. | S  | U  | N  | Tore    | Diff. | Punkte |
| --- | ------------------------- | --- | -- | -- | -- | ------- | ----- | ------ |
| 1.  | WSG Wattens (R)           | 30  | 23 | 7  | 0  | 067:140 | +53   | 76     |
| 2.  | USK Anif                  | 30  | 22 | 4  | 4  | 082:380 | +44   | 70     |
| 3.  | FC Dornbirn 1913          | 30  | 19 | 7  | 4  | 072:300 | +42   | 64     |
| 4.  | FC Red Bull Salzburg II   | 30  | 14 | 10 | 6  | 072:480 | +24   | 52     |
| 5.  | FC Kufstein               | 30  | 14 | 4  | 12 | 058:440 | +14   | 46     |
| 6.  | Wacker Innsbruck II       | 30  | 14 | 3  | 13 | 058:530 | +5    | 45     |
| 7.  | SCR Altach II             | 30  | 11 | 7  | 12 | 049:440 | +5    | 40     |
| 8.  | SV Austria Salzburg       | 30  | 12 | 4  | 14 | 054:540 | ±0    | 40     |
| 9.  | TSV St. Johann im Pongau  | 30  | 10 | 9  | 11 | 043:470 | −4    | 39     |
| 10. | SC Bregenz                | 30  | 10 | 8  | 12 | 047:450 | +2    | 38     |
| 11. | FC Pinzgau Saalfelden (N) | 30  | 11 | 5  | 14 | 050:550 | −5    | 38     |
| 12. | FC Hard                   | 30  | 9  | 5  | 16 | 039:660 | −27   | 32     |
| 13. | TSV Neumarkt am Wallersee | 30  | 8  | 7  | 15 | 044:710 | −27   | 31     |
| 14. | FC Union Innsbruck        | 30  | 7  | 3  | 20 | 035:870 | −52   | 24     |
| 15. | SV Seekirchen 1945        | 30  | 4  | 8  | 18 | 033:650 | −32   | 20     |
| 16. | SV Hall (N)               | 30  | 5  | 3  | 22 | 027:690 | −42   | 18     |

| (R) | Verlierer der Relegation         |
| (N) | Neuaufsteiger der Saison 2010/11 |

Aufsteiger aus den Landesligen
- Salzburger Liga: SV Wals-Grünau
- Landesliga Tirol: kein Aufsteiger
- Landesliga Vorarlberg: FC Andelsbuch

## Relegation
In der neuen Klassenreform von 2009 wurde beschlossen, dass die Meister beziehungsweise Aufstiegsanwärter der Regionalligen gemeinsam mit dem Neuntplatzierten der Ersten Liga Relegationsspiele um den Verbleib oder Aufstieg in die Erste Liga bestreiten müssen. Für die Regionalligamannschaften wurde ein wechselnder Modus der Relegationsspiele vereinbart. Demnach musste in dieser Saison die Regionalliga Mitte gegen den Neuntplatzierten der Ersten Liga und die Regionalliga Ost gegen die Regionalliga West antreten. Aufgrund des Lizenzentzugs des LASK und dem damit verbundenen Abstieg der Linzer in die Regionalliga Mitte, verblieb der Neuntplatzierte der Ersten Liga, der FC Lustenau 07, ohne Relegation in der zweithöchsten Spielklasse. Der Letzte der Ersten Liga, der TSV Hartberg, rückte auf den Relegationsplatz vor und trifft dort auf den Regionalliga-Mitte-Meister.
In der ersten Paarung spielt der Letzte der Ersten Liga, der TSV Hartberg, gegen den Meister der Regionalliga Mitte, den Grazer AK.
| Datum                 | Heimmannschaft                                                                               |                                                                                              | Gastmannschaft                                                                               | Ergebnis                                                                                     |
| --------------------- | -------------------------------------------------------------------------------------------- | -------------------------------------------------------------------------------------------- | -------------------------------------------------------------------------------------------- | -------------------------------------------------------------------------------------------- |
| 05.06.2012            | Grazer AK                                                                                    | –                                                                                            | TSV Hartberg                                                                                 | 0:0                                                                                          |
| SR: Gerhard Grobelnik | Torschützen: keine                                                                           | Torschützen: keine                                                                           | Torschützen: keine                                                                           | Torschützen: keine                                                                           |
| 08.06.2012            | TSV Hartberg                                                                                 | –                                                                                            | Grazer AK                                                                                    | 3:0 (1:0) In 77. Minute nach einem Platzsturm der GAK-Fans abgebrochen kleinezeitung.at      |
| SR: Markus Hameter    | Torschützen: 1:0 (19.) Luca Tauschmann, 2:0 (60.) Matej Milatović, 3:0 (76.) Daniel Rossmann | Torschützen: 1:0 (19.) Luca Tauschmann, 2:0 (60.) Matej Milatović, 3:0 (76.) Daniel Rossmann | Torschützen: 1:0 (19.) Luca Tauschmann, 2:0 (60.) Matej Milatović, 3:0 (76.) Daniel Rossmann | Torschützen: 1:0 (19.) Luca Tauschmann, 2:0 (60.) Matej Milatović, 3:0 (76.) Daniel Rossmann |

In der zweiten Paarung tritt der Meister der Regionalligen Ost, der SV Horn, gegen den West-Regionalligameister, die WSG Swarovski Wattens, an.
| Datum              | Heimmannschaft | | Gastmannschaft | Ergebnis |
| ------------------ | --- | --- | --- | --- |
| 04.06.2012         | WSG Wattens | – | SV Horn | 1:5 (0:3) |
| SR: Thomas Prammer | Torschützen: 0:1 (21.) Mario Konrad, 0:2 (31.) Mario Konrad, 0:3 (40. FE) Salmin Cehajić, 0:4 (50.) Miroslav Milosević, 1:4 (83.) Benjamin Pranter, 1:5 (90+2.) Salmin Cehajić | Torschützen: 0:1 (21.) Mario Konrad, 0:2 (31.) Mario Konrad, 0:3 (40. FE) Salmin Cehajić, 0:4 (50.) Miroslav Milosević, 1:4 (83.) Benjamin Pranter, 1:5 (90+2.) Salmin Cehajić | Torschützen: 0:1 (21.) Mario Konrad, 0:2 (31.) Mario Konrad, 0:3 (40. FE) Salmin Cehajić, 0:4 (50.) Miroslav Milosević, 1:4 (83.) Benjamin Pranter, 1:5 (90+2.) Salmin Cehajić | Torschützen: 0:1 (21.) Mario Konrad, 0:2 (31.) Mario Konrad, 0:3 (40. FE) Salmin Cehajić, 0:4 (50.) Miroslav Milosević, 1:4 (83.) Benjamin Pranter, 1:5 (90+2.) Salmin Cehajić |
| 08.06.2012         | SV Horn | – | WSG Wattens | 4:0 (0:0) |
| SR: René Eisner    | Torschützen: 1:0 (48.) Phillip Zulechner, 2:0 (54.) Emir Dilić, 3:0 (74.) Slaven Lalić, 4:0 (89.) Miroslav Milosević                                                           | Torschützen: 1:0 (48.) Phillip Zulechner, 2:0 (54.) Emir Dilić, 3:0 (74.) Slaven Lalić, 4:0 (89.) Miroslav Milosević                                                           | Torschützen: 1:0 (48.) Phillip Zulechner, 2:0 (54.) Emir Dilić, 3:0 (74.) Slaven Lalić, 4:0 (89.) Miroslav Milosević                                                           | Torschützen: 1:0 (48.) Phillip Zulechner, 2:0 (54.) Emir Dilić, 3:0 (74.) Slaven Lalić, 4:0 (89.) Miroslav Milosević                                                           |